# Benito Juárez, Benemérito de las Américas
Benito Juárez är en ort i Mexiko.   Den ligger i kommunen Benemérito de las Américas och delstaten Chiapas, i den sydöstra delen av landet, 1 000 km öster om huvudstaden Mexico City. Benito Juárez ligger 140 meter över havet och antalet invånare är 695.
Terrängen runt Benito Juárez är platt. Runt Benito Juárez är det glesbefolkat, med 15 invånare per kvadratkilometer. Närmaste större samhälle är Emiliano Zapata, 9,8 km sydväst om Benito Juárez. Omgivningarna runt Benito Juárez är en mosaik av jordbruksmark och naturlig växtlighet.